# Rascló de l'illa de Lord Howe
El rascló de l'illa de Lord Howe (Hypotaenidia sylvestris) és una espècie d'ocell de la família dels ràl·lids (Rallidae) que habita els boscos de l'Illa de Lord Howe.